# Падар, Ивари
Ивари Падар (род. 12 марта 1965, Выру, Эстония) — эстонский политик, министр сельского хозяйства Эстонии, бывший Министр финансов Эстонии, бывший председатель Социал-Демократической Партии Эстонии, Депутат Европарламента от Социал-Демократической партии.

## Образование
- 1984 — Техникум лёгкой промышленности г.Выру
- 1991—1995 — Тартуский университет — факультет философии (специальность-историк)

## Карьера
1993—1994 — заместитель Мэра Выру 

1994—1995 — исполнительный председатель правления «Союз фермеров Выру» 

1995—1997 — помощник канцлера в Министерстве финансов Эстонии 

1999—2002 — Министр сельского хозяйства Эстонии 

2002—2005 — председатель Городского Собрания Выру 

2003—2007 — член Рийгикогу 

2003—2009 — председатель Социал-демократической партии Эстонии 

2007—2009 — Министр финансов Эстонии 

2007 — Избран председателем совета акционеров Инвестиционного банка Северных Стран
2009 — был избран одним из шести депутатов в Европарламент от Эстонии

## Личная жизнь
Ивари Падар женат. У него двое детей — сын и дочь. Племянник политика Мартин Падар - чемпион Европы по дзюдо.